# الحرقة (ذي السفال)

تعديل مصدري - تعديل

الحرقة محلة تابعة لقرية الخريف، التابعة لعزلة ريده ورياد بمديرية ذي السفال إحدى مديريات محافظة إب في الجمهورية اليمنية، بلغ تعداد سكانها 250 حسب تعداد اليمن لعام 2004.